# Verwaltungsgemeinschaft Schmidmühlen
Die Verwaltungsgemeinschaft Schmidmühlen im Oberpfälzer Landkreis Amberg-Sulzbach wurde im Zuge der Gemeindegebietsreform am 1. Mai 1978 gegründet und zum 1. Januar 1994 wieder aufgelöst.
Ihr gehörten die Marktgemeinden Schmidmühlen und Hohenburg an.
Sitz der Verwaltungsgemeinschaft war Schmidmühlen.